# Бромма
Бромма́ (фр. Brommat, окс. Brocmat) — коммуна во Франции, находится в регионе Окситания. Департамент — Аверон. Входит в состав кантона Мюр-де-Барре. Округ коммуны — Родез.
Код INSEE коммуны — 12036.

## География
Коммуна расположена приблизительно в 450 км к югу от Парижа, в 170 км северо-восточнее Тулузы, в 55 км к северу от Родеза.

## Население
Население коммуны на 2008 год составляло 710 человек.
| 1962 | 1968 | 1975 | 1982 | 1990 | 1999 | 2008 |
| ---- | ---- | ---- | ---- | ---- | ---- | ---- |
| 868  | 971  | 908  | 932  | 861  | 781  | 710  |

## Экономика
В 2007 году среди 421 человек в трудоспособном возрасте (15—64 лет) 303 были экономически активными, 118 — неактивными (показатель активности — 72,0 %, в 1999 году было 68,9 %). Из 303 активных работали 287 человек (154 мужчины и 133 женщины), безработных было 16 (8 мужчин и 8 женщин). Среди 118 неактивных 16 человек были учениками или студентами, 62 — пенсионерами, 40 были неактивными по другим причинам.

## Достопримечательности
- Дом XV века. Памятник истории с 1928 года[3]
- Церковь Сен-Рош[фр.] (XV век). Памятник истории с 1933 года[4]
- Церковь Сен-Антим-э-Сен-Сатюрнен[фр.] (1-я пол. XV века). Памятник истории с 1927 года[5]
- Церковь Сен-Сирис-э-Сент-Жюльет[фр.] (XII—XIV века). Памятник истории с 1995 года[6]
- Замок Альбиньяк[фр.] (XV—XVI века). Памятник истории с 1992 года[7]

## Фотогалерея

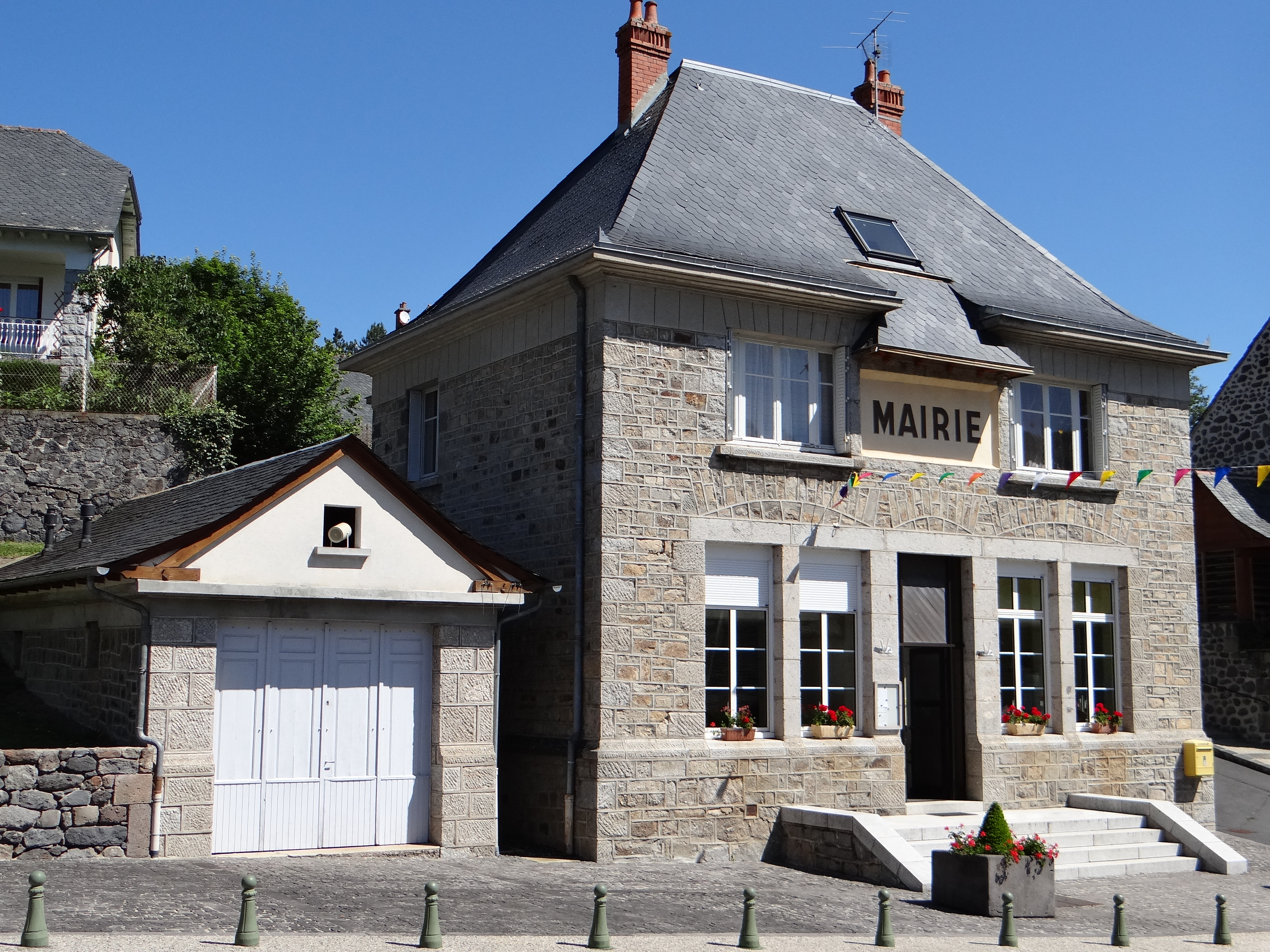
Мэрия
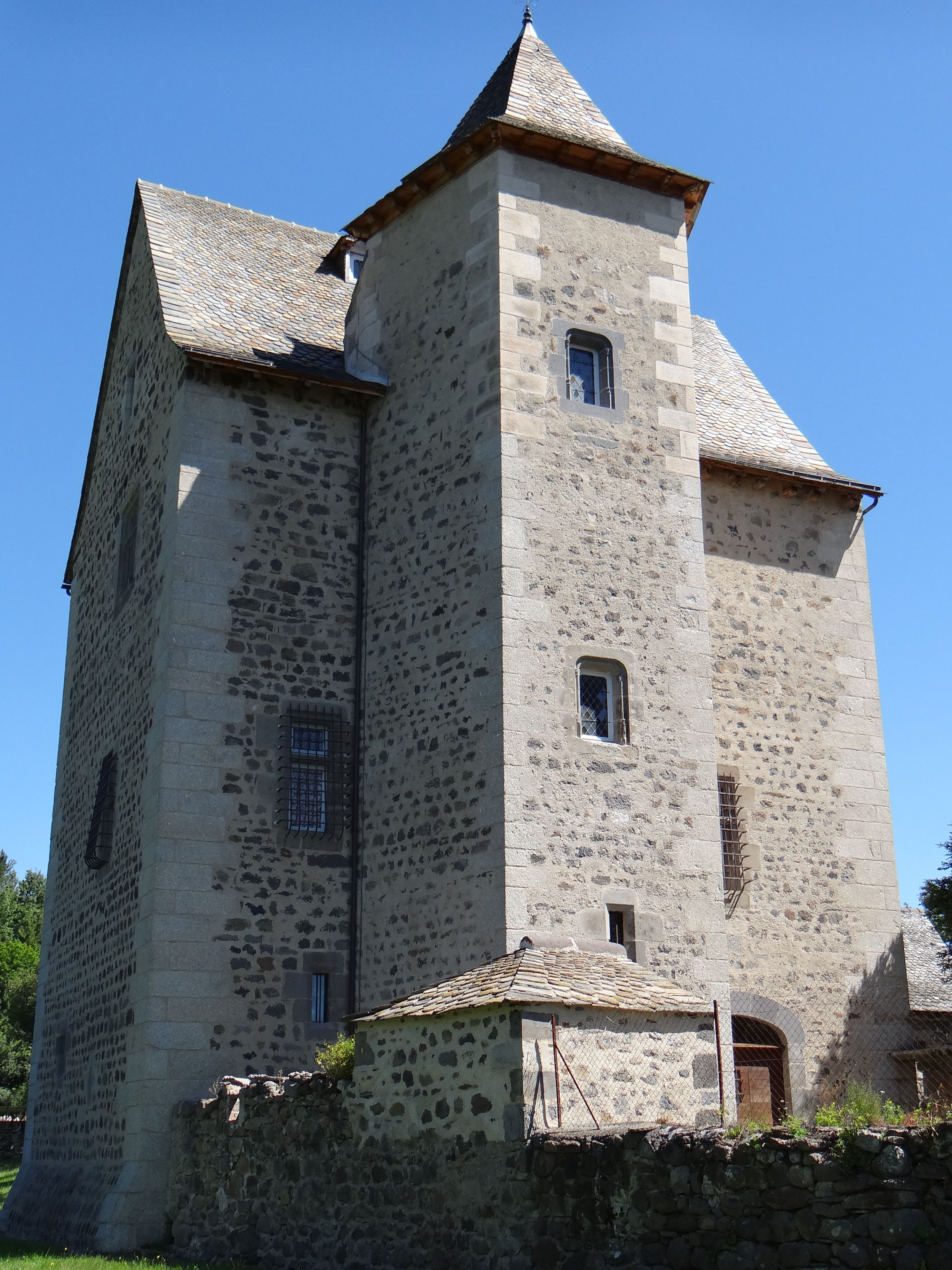
Дом XV века
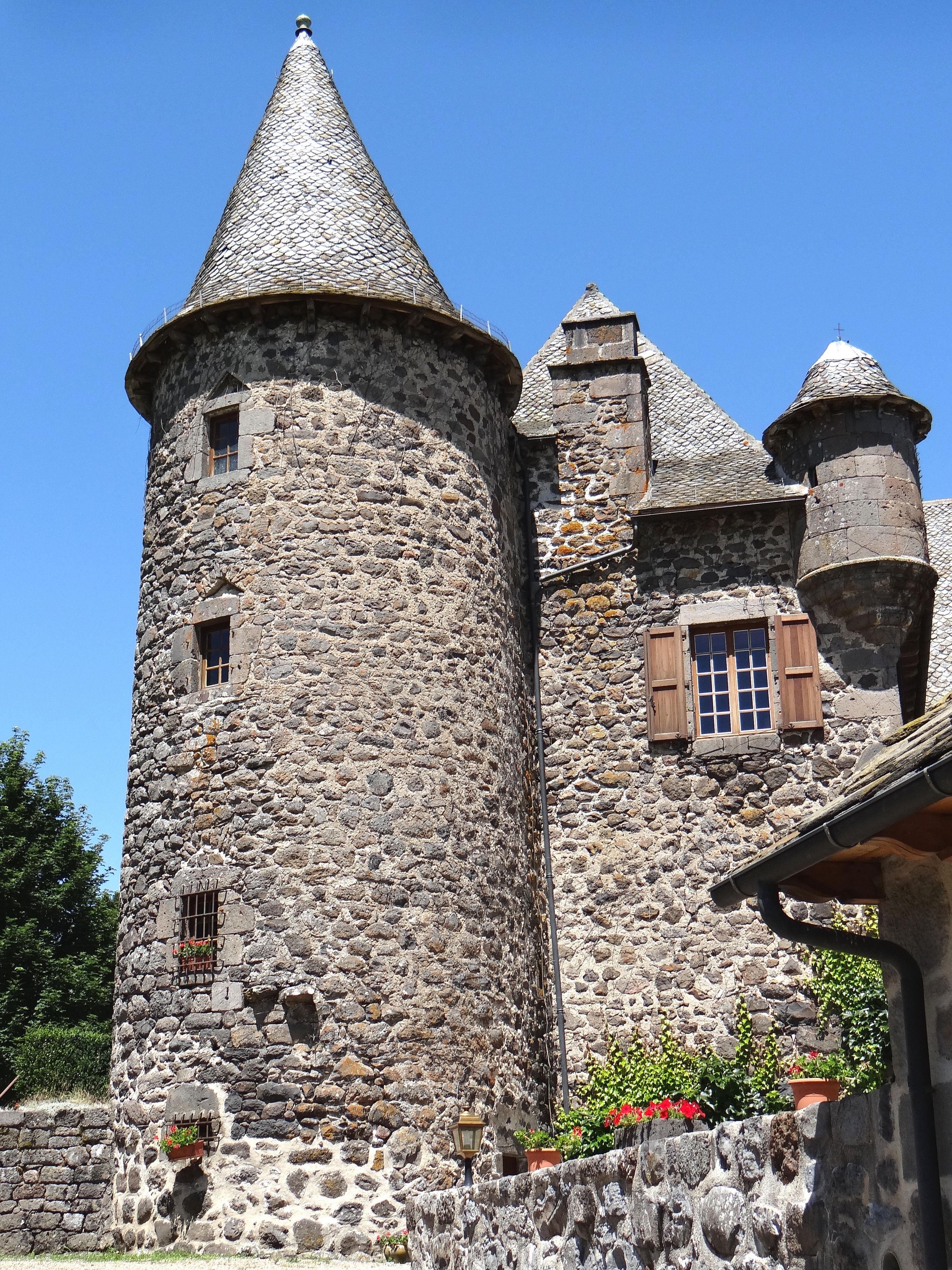
Замок Альбиньяк
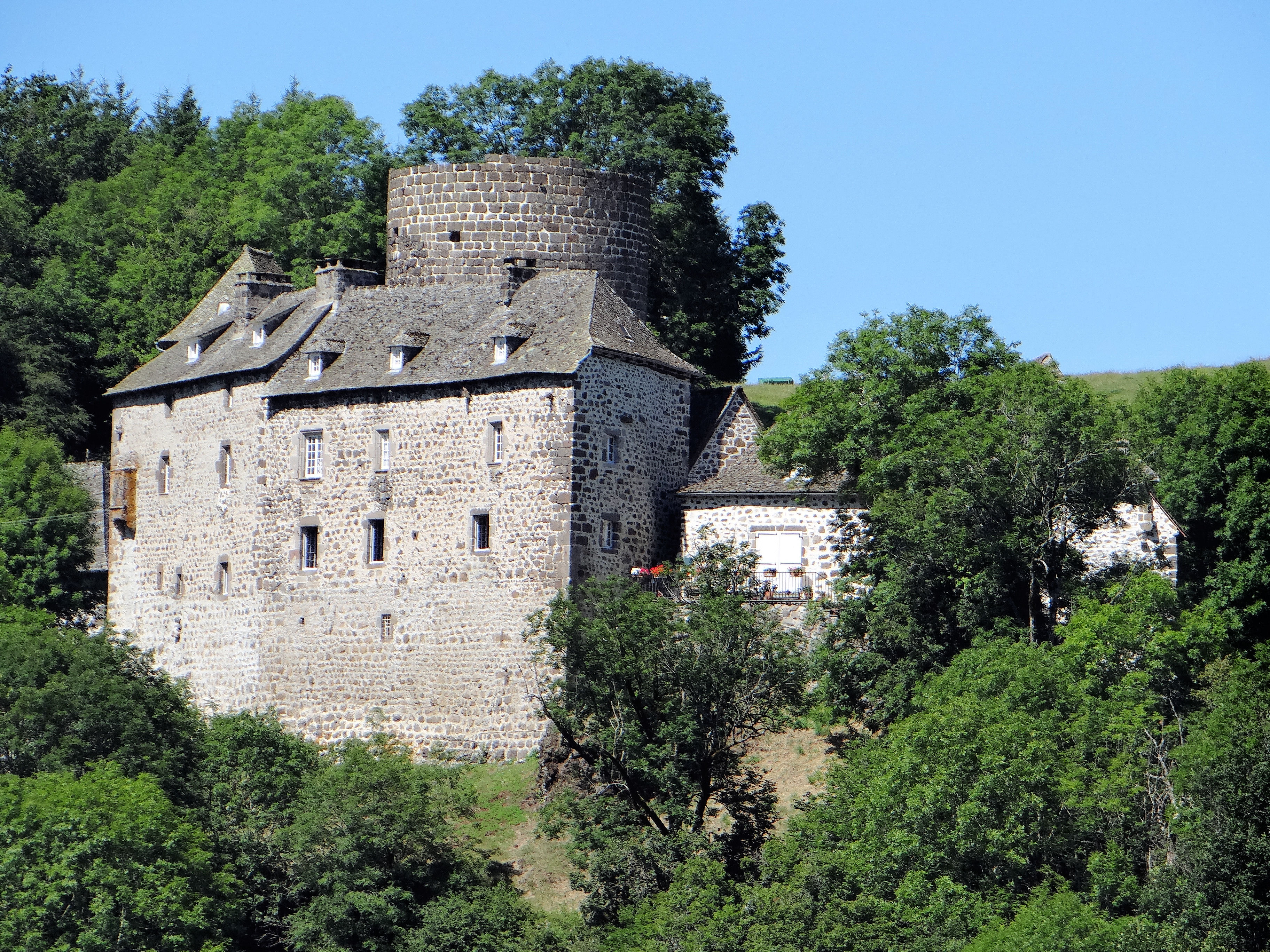
Замок Кастель-Ноэль
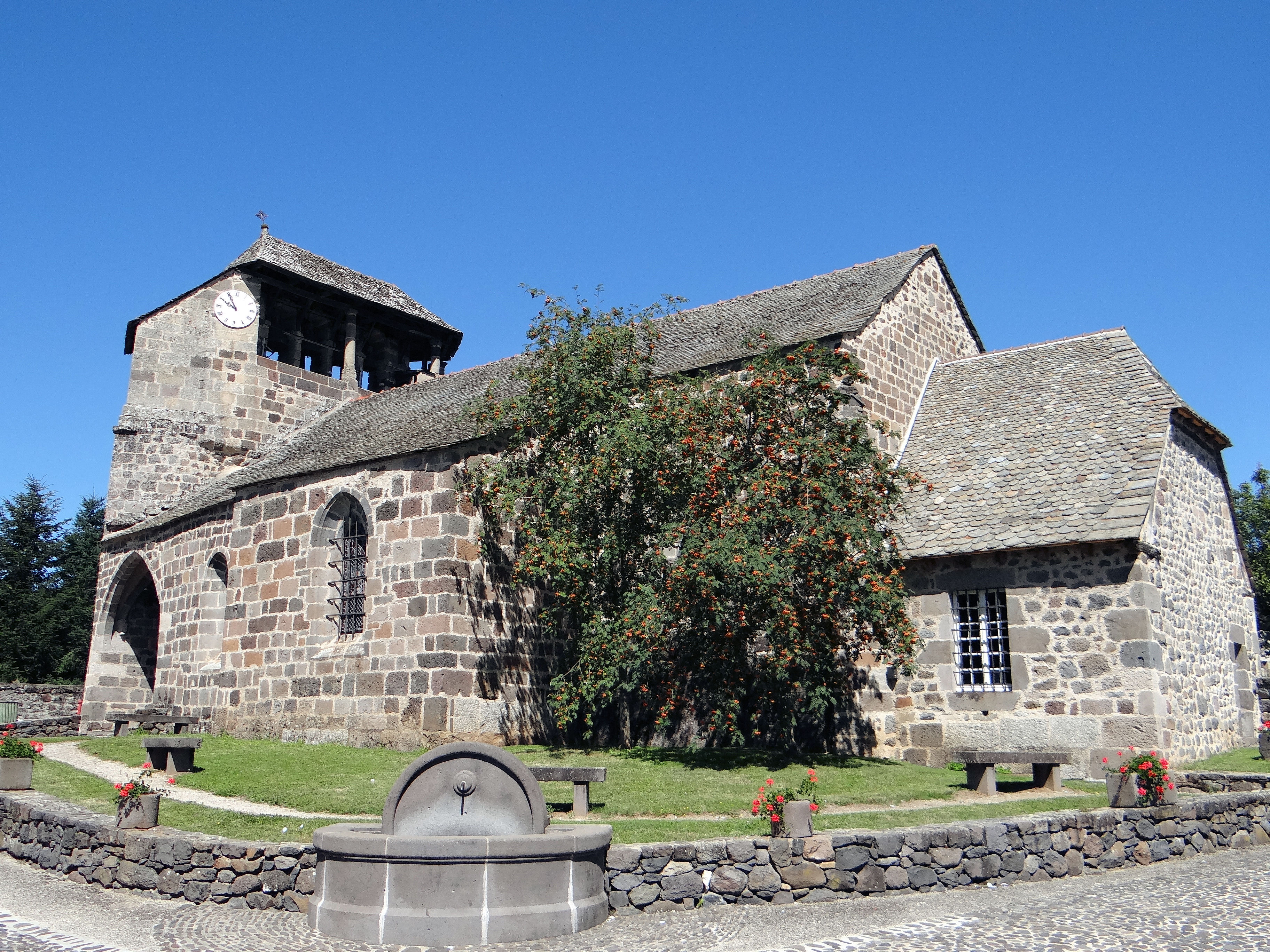
Церковь Сент-Антим-э-Сен-Сатюрнен
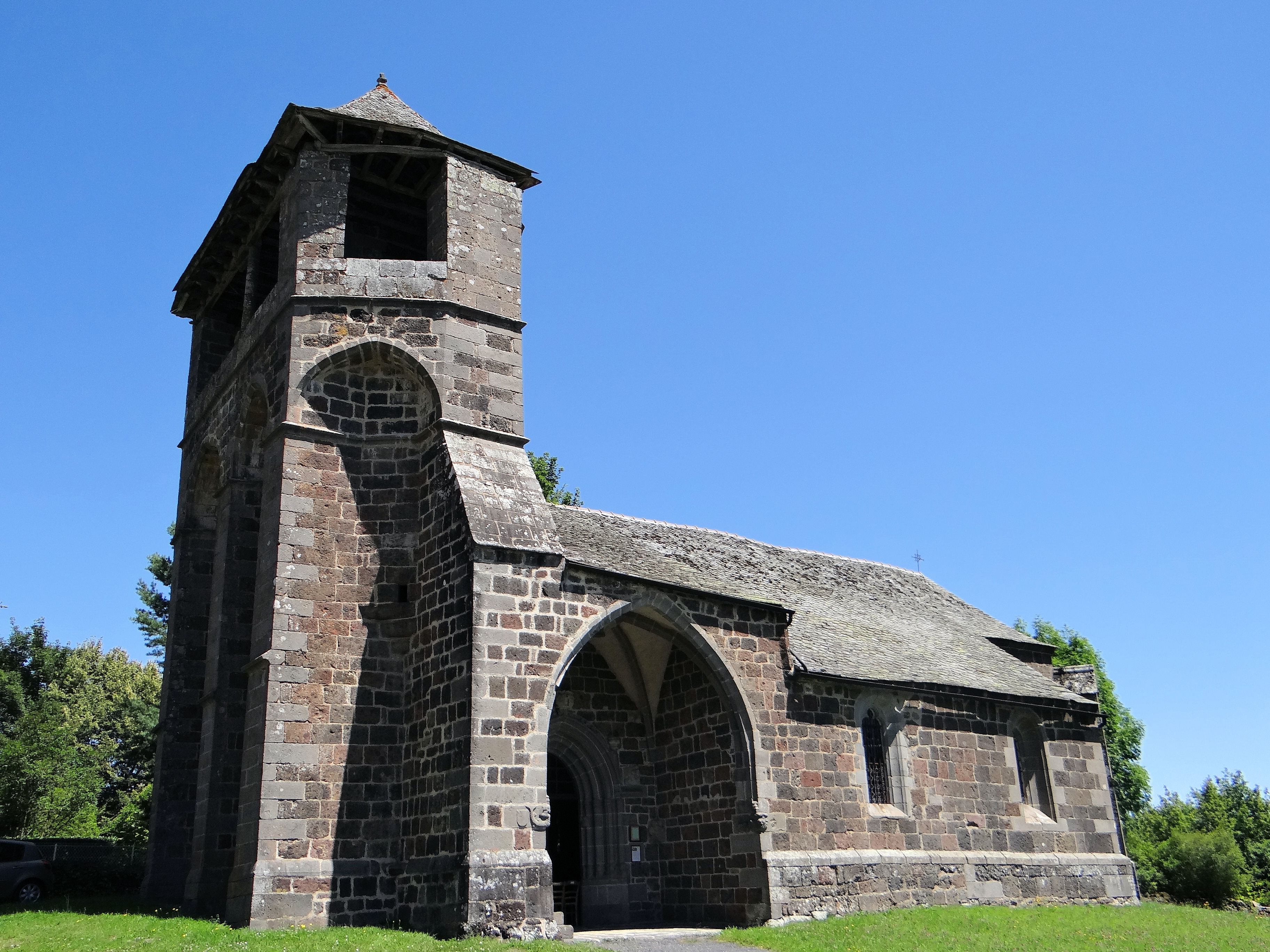
Церковь Сен-Рош